# 肺動脈

Pulmonary artery為肺動脈

肺動脈（pulmonary artery）是发自右心室，至肺门处与支气管伴行入肺的动脉，属于循環系統中肺循環的重要組成部分。與其他動脈不同，肺動脈中運輸的是缺氧血而非含氧血。肺動脈攜帶去氧血由右心室打出，在肺部交換氣體後，經由肺靜脈打入左心房，再循環至身體其他部分。
四足动物的肺动脉，是从心室右侧发出的肺动脉弓再很快分为的左右两支动脉；而其中，两栖动物则是其肺皮动脉弓再分支进入肺部进行氧合的动脉。